# زهراء (السوادية)

تعديل مصدري - تعديل

زهراء هي إحدى قرى عزلة الطاهرية بمديرية السوادية التابعة لمحافظة البيضاء، بلغ تعداد سكانها 282 نسمة حسب تعداد اليمن لعام 2004.